# Jakob Bonde
Jakob Bonde Havlykke Jensen (født 29. december 1993), oftest blot Jakob Bonde, er en professionel dansk fodboldspiller, der spiller på midtbanen for Odense Boldklub.
Bonde har spillet det meste af sin fodboldkarriere i Nykøbing FC, hvor han var den defensive styrmand og en vigtig profil på holdet. Dog havde han også et års afstikker til Italien, hvor han spillede professionel futsal, inden han i sommeren 2016 vendte hjem til NFC.
Bonde skiftede barndomsklubben Nykøbing FC ud med Viborg FF, hvor han skrev kontrakt i domkirkebyen for de efterfølgende tre sæsoner. I Juli 2024 underskrev han en 3 årig kontrakt med Odense Boldklub.
Bonde er venstrebenet og kan dække både midtstopper positionen og den centrale midtbane.

## Privatliv
Bonde er gift og far til to drenge.